# Perkins Engines
Perkins Engines Company Limited är en brittisk tillverkare av dieselmotorer för jordbruks- och anläggningsmaskiner, elproduktion med mera. Företaget grundades 1932 i Peterborough, Cambridgeshire och ägs sedan 1998 av Caterpillar Inc.